# Lucena del Puerto
Lucena del Puerto é um município da Espanha na província de Huelva, comunidade autónoma da Andaluzia, de área 69 km² com população de 2624 habitantes (2007) e densidade populacional de 33,41 hab/km².

## Demografia
| Variação demográfica do município entre 1991 e 2004 | Variação demográfica do município entre 1991 e 2004 | Variação demográfica do município entre 1991 e 2004 | Variação demográfica do município entre 1991 e 2004 |
| --------------------------------------------------- | --------------------------------------------------- | --------------------------------------------------- | --------------------------------------------------- |
| 1991                                                | 1996                                                | 2001                                                | 2004                                                |
| 2054                                                | 2180                                                | 2113                                                | 2310                                                |